# Werner Hans Lauk
Werner Hans Lauk (* 17. Dezember 1950 in Altensteig) ist ein deutscher Diplomat im Ruhestand. Er war von 2008 bis 2010 Botschafter in Kabul, Afghanistan und von 2013 bis 2016 Botschafter in Bukarest, Rumänien.

## Leben
Nach dem Abitur leistete Lauk von 1969 bis 1971 seinen Zivildienst am Kreiskrankenhaus Waiblingen und absolvierte danach bis 1976 Studium der Volkswirtschaftslehre und der Politikwissenschaft an der Eberhard Karls Universität Tübingen und der Universität Regensburg, das er als Diplom-Volkswirt abschloss.
1977 bewarb sich Lauk für den Auswärtigen Dienst und nahm erfolgreich am Auswahlwettbewerb teil. Nach Vorbereitungsdienst absolvierte er die Laufbahnprüfung im Jahr 1979. Zunächst wurde er Referent in der Kulturabteilung des Auswärtigen Amtes in Bonn und danach von 1981 bis 1983 als Kulturreferent an der Botschaft Caracas, Venezuela, eingesetzt. Nach seiner Rückkehr nach Deutschland war er Referent in der Abteilung für Außenwirtschafts- und Entwicklungspolitik des Auswärtigen Amtes und danach von 1986 bis 1991 Leiter des Wirtschaftsdienstes der Botschaft Prag, Tschechoslowakei, ehe er bis 1996 stellvertretender Referatsleiter in der Abteilung für Außenwirtschafts- und Entwicklungspolitik des Auswärtigen Amtes war.
Nach einer Verwendung von 1996 bis 2001 als Ständiger Vertreter des Botschafters in Riad, Saudi-Arabien wurde er Referatsleiter in der Abteilung für Auswärtige Kultur- und Bildungspolitik des Auswärtigen Amtes und war daraufhin zwischen 2004 und 2008 Leiter der Wirtschaftsabteilung der Botschaft Peking, Volksrepublik China.
2008 wurde Lauk zum Botschafter der Bundesrepublik in Kabul ernannt. Dort leitete er unter anderem die von der Bundesregierung eingerichtete Task Force „Winterhilfe Afghanistan“ und eröffnete ein Deutsches Polizeiausbildungszentrum in Mazār-i Scharif. Während seiner Amtszeit wurde im Januar 2009 ein Selbstmordattentat auf die Deutsche Botschaft Kabul verübt, bei dem auch drei Botschaftsmitarbeiter verletzt wurden.
Im August 2010 erfolgte seine Ernennung zum Generalkonsul in Hongkong, während Rüdiger König, der bisherige Leiter des Sonderstabs Afghanistan-Pakistan im Auswärtigen Amt, neuer Botschafter in Kabul, Afghanistan wurde. 2013 verließ er diesen Posten und wurde neuer deutscher Botschafter in Bukarest, Rumänien. Dort blieb er bis zum Eintritt in den Ruhestand 2016.

## Ehrungen
- 2011: Verdienstkreuz am Bande der Bundesrepublik Deutschland
- 2016: Stern von Rumänien